# توماس بارينغ
توماس بارينغ (بالإنجليزية: Thomas Baring؛ 7 سبتمبر 1799 – 18 نوفمبر 1873) كان مصرفيًا وسياسيًا محافظًا بريطانيًا. تولّى مقعدًا في البرلمان البريطاني عن دائرة Great Yarmouth (1835–1837) وعن Huntingdon (1844–1873).

## الخلفية والتعليم
وُلد في لندن لأسرة بارينغ المصرفية العريقة. تلقى تعليمه في مدرسة Winchester والشروع في مسيرته المهنية بدأت في شركة Hope & Co. في أمستردام، حيث ارتقى ليصبح شريكًا عام 1824. انتقل إلى لندن وانضم إلى Baring Brothers & Co. كشريك منذ عام 1828، وأصبح قوة دفع استراتيجية في توسعة العمليات الدولية للبنك.

## المسيرة المصرفية
عُرف بدوره الحاسم مع شريكه الأمريكي جوشوا بيتس في تعزيز نفوذ بنك بارينغ في أمريكا الشمالية خلال خمسينيات القرن التاسع عشر. شملت مهامه مؤسسات مالية بارزة مثل رئاسة Lloyd’s للأمن البحري (1830–1868)، وعضويته في مجلس إدارة بنك إنجلترا (1848–1867)، كما كان من أبرز مؤسسي شركة Royal Mail Steam Packet Company.

## الحياة السياسية
مثل Great Yarmouth في البرلمان بين عامي 1835 و1837، ثم دائرة Huntingdon من 1844 حتى وفاته عام 1873. سُجلت علاقته الوثيقة بـBenjamin Disraeli، رغم رفضه المتكرر لشغل مناصب وزارية.

## الإرث والثروة
عند وفاته، ترك ثروة تقدر بحوالي 1,500,000 جنيه إسترليني. استفاد من ميراث مصرفي قوي إلى جانب إرث من العلاقات السياسية والمالية المتشعبة.